# 鹿児島県立甲南高等学校の人物一覧
鹿児島県立甲南高等学校人物一覧（かごしまけんりつこうなんこうとうがっこうじんぶついちらん）は、鹿児島県立甲南高等学校に関係する人物の一覧記事。前身の旧制中等教育機関の関係者も扱う。（Wikipediaに記事のある人物を表示する。）
【凡例：中学造士館〔明治前期〕⇒鹿児島県立中学造士館〔1884-1887年の中学造士館〕、中学造士館〔高中予科〕⇒鹿児島高等中学造士館予科、中学造士館〔明治中期〕⇒鹿児島県中学造士館（鹿児島県尋常中学造士館）〔1896-1901年の中学造士館〕、二中⇒鹿児島県立第二鹿児島中学校、二高女⇒鹿児島県立第二高等女学校、甲南⇒鹿児島県立甲南高等学校（鹿児島県甲南高等学校）】

## 出身者

### 政治・行政・立法
国会議員・閣僚・民選知事・市区町村長
- 赤塚正助 中学造士館〔高中予科4回〕[1] - 国会議員（衆議院）、外交官
- 市来乙彦 中学造士館〔明治前期〕[2] - 大蔵官僚（大蔵次官）、閣僚（大蔵大臣）、日本銀行総裁、東京市長、国会議員（貴族院、参議院）
- 神川長久 中学造士館〔明治前期〕[3] - 国会議員（衆議院）、実業家
- 川越壮介 中学造士館〔高中予科8回〕[1] - 宮崎県宮崎市長、内務官僚（沖縄県・徳島県官選知事）
- 久木田叶 ※中学造士館中退[3] - 国会議員（衆議院）
- 児玉好熊 中学造士館〔明治前期〕[3] - 国会議員（衆議院）
- 島津長丸 中学造士館〔高中予科7回〕[1] - 国会議員（貴族院）、学校経営者
- 飛岡卯一郎 中学造士館〔高中予科6回〕[1] - 国会議員（衆議院）
- 久留義郷 ※中学造士館〔高中予科〕在籍[4] - 国会議員（衆議院）、鉄道官僚
- 池田正辰 二中[5]26回[6] - 鹿児島県蒲生町長
- 和泉照雄 二中30回[7] - 国会議員（参議院）
- 伊東隆治 二中[4]8回[8] - 国会議員（衆議院、参議院）、外交官
- 鎌田要人 二中32回[6][9]四修[10] - 鹿児島県知事、国会議員（参議院）、内務・自治官僚（自治事務次官、消防庁長官）
- 小山長規 二中16回[11] - 国会議員（衆議院）、閣僚（建設大臣、国務大臣環境庁長官）
- 島津忠彦 二中[12] - 国会議員（参議院、貴族院）、実業家
- 土屋佳照 二中36回[6][13] - 鹿児島県知事、自治官僚（自治事務次官）
- 温水三郎 二中[14] - 国会議員（参議院）、農業家
- 葉梨新五郎 二中[15] - 国会議員（衆議院）、実業家、ジャーナリスト（大阪時事新報社長）
- 英義彦 二中4回[4] - 国会議員（衆議院）、政治学・社会学者、日本大学教授
- 平瀬實武 二中[3] - 鹿児島県鹿児島市長、鹿児島県串木野市長・串木野町長、温泉銭湯経営者
- 滿尾君亮 二中[16] - 国会議員（衆議院）、運輸官僚
- 宮崎茂一 二中27回四修[16] - 国会議員（衆議院）、閣僚（国務大臣科学技術庁長官）、内務・運輸官僚
- 吉峯良二 二中37回[17] - 鹿児島県加世田市長
- 神園征 甲南[18] - 鹿児島県枕崎市長
- 小斉平敏文 甲南19期[19] - 国会議員（参議院）
- 豊留悦男 甲南20期[20] - 鹿児島県指宿市長、教育者
- 塗木弘幸 甲南23期[21] - 鹿児島県南九州市長
- 南野知惠子 甲南5期[22] - 国会議員（参議院）、閣僚（法務大臣、青少年育成及び少子化対策担当大臣）、看護学者、日本赤十字看護大学教授
- 前川燿男 甲南15期[23] - 東京都練馬区長

上記以外
- 池松時和 中学造士館〔高中予科5回〕[1] - 内務官僚（福井県・千葉県・滋賀県・和歌山県・大阪府・京都府官選知事）
- 川口彦治 中学造士館〔高中予科5回〕[1] - 内務官僚（大分県・奈良県・秋田県・熊本県・愛知県官選知事）、実業家
- 新元鹿之助 中学造士館〔高中予科2回〕[1] - 技官、鉄道技師、 台湾総督府鉄道部長
- 藤田栄介 中学造士館〔明治中期〕[10] - 外交官（総領事、公使）
- 今村武俊 二中33回四修[9] - 文部官僚、教育評論家、鹿屋体育大学第3代学長・名誉教授、鹿児島女子大学学長
- 北原三男 二中[3] - 台湾総督府官僚、鹿児島県職員（鹿児島県文化センター初代館長）
- 坂元貞一郎 二中31回[24] - 厚生官僚（厚生事務次官）
- 鮫島眞男 二中20回四修[25] - 国会職員（衆議院法制局長）、法学者（商法）、近畿大学教授
- 鈴木秀夫 二中10回[26] - 台湾総督府官僚
- 立川宗保 二中[10] - 農林官僚、日本食糧倉庫社長、大日本蚕糸会会頭
- 豊島至 二中14回[27] - 臨時北部南西諸島政庁知事、教育者
- 永野芳辰 二中11回[28] - 内務官僚（高知県官選知事）、実業家、奄美復帰運動家
- 淵ノ上忠義 二中[29] - 台湾総督府官僚、陸軍司政官、自衛官
- 小平田浩司 甲南30期[30] - 国土交通官僚・技官
- 泊龍雄 甲南[31] - 文部官僚
- 野口寛 甲南[32] - 地方議員、政治活動家
- 脇田稔 甲南[33] - 鹿児島県副知事、鹿児島県立図書館館長

### 法曹
- 泉二新熊 中学造士館〔高中予科8回〕[1] - 大審院長、検事総長、枢密顧問官、法学者（刑法）
- 谷口正孝 二中[10] - 最高裁判所裁判官（最高裁判事）、裁判官（東京地方裁判所所長、高等裁判所判事）
- 野村不二 二中[5]3回[8] - 弁護士（鹿児島県弁護士会会長）、林業家、地方議員
- 山田璋 二中1回[9] - 弁護士（第二東京弁護士会会長、日本弁護士連合会副会長）

### 社会運動・社会活動
- 太田淳昭 二中[34] - 宗教家（住職）、浄土真宗本願寺派総長、全日本仏教会理事長、日本宗教連盟理事長
- 龍野定一 二中2回[35] - 社会教育家、教育者（旧制中・旧制高女校長）
- 四元義隆 二中[10]18回 - 政界指南役（フィクサー）、実業家
- 岩重慶一 甲南17期[36] - NGO活動家

### 実業・経済・経営
- 山下長 ※中学造士館〔明治中期〕在籍[4] - オリンパス（旧・高千穂製作所）創業者、高千穂製作所社長
- 植之原道行 二中→陸幼[37] - 技術経営者、工学者（電子工学）、日本電気（NEC）副社長最高技術経営者、特別顧問、顧問、多摩大学名誉教授
- 海江田順三郎 二中41回[6][9][注釈 2] - 高島屋開発社長、相談役
- 金久好 二中[4]四修[10] - 日興證券役員、日興證券投資信託委託副社長、日興ビルディング社長
- 川北徹 二中38回[17] - 三井金属鉱業社長、相談役
- 上田格 二中32回[38] - 鹿児島銀行頭取、会長
- 国生義夫 二中[39]5回 - 明治乳業社長、会長
- 島崎千里 二中16回[16] - 電通顧問、日本マーケティング協会初代理事長、国際貿易センター常任理事
- 高山冨士雄 二中[40]36回[17] - 安田信託銀行社長、会長、相談役、信託協会会長
- 有村正意 甲南14期[36] - NTTドコモ関西社長・顧問、東京海上日動火災保険顧問、郵政省官僚
- 井上誠 甲南27期[41] - 極洋社長
- 岩井一隆 甲南 - キュービーネット社長
- 金丸恭文 甲南23期[42] - フューチャー創業者・CEO兼会長、経済同友会副代表幹事、新経済連盟理事、内閣府規制改革推進会議議長代理
- 是枝伸彦 甲南7期[43] - ミロク情報サービス創業者、社長、会長、テレコムサービス協会会長
- 芝田浩二 甲南27期[41][44] - ANAホールディングス社長
- 浜田広 甲南3期[36] - リコー社長・会長、日本経済団体連合会副会長
- 古川洽次 甲南8期[45] - 日本郵便会長、ゆうちょ銀行会長、三菱商事顧問
- 前村哲路 甲南[46]19期 - ユニー社長、ユニーグループ・ホールディングス会長

### 報道・マスコミ・ジャーナリズム
- 日高旺 二中[47]40回[17][注釈 2] - 南日本新聞社社長、鹿児島テレビ放送社長、民俗ジャーナリスト
- 本田親男 二中10回[9] - 毎日新聞社社長・会長・最高顧問、毎日放送初代会長、日本新聞協会会長
- 柳田邦夫 二中[48] - ジャーナリスト、雑誌編集者
- 阿世知幸男 甲南 - アナウンサー（NHK）
- 入田直子 甲南30期[36] - NHKリポーター、ピアノ奏者
- 馬越崇史 甲南35期 - テレビ朝日ディレクター・プロデューサー
- 大小田八尋 甲南[49]1期 - 軍事評論家、安全保障アナリスト、ノンフィクション作家
- 緒方桃子 甲南64期[50] -アナウンサー（南日本放送）
- 岡本安代 甲南46期[9] - アナウンサー（鹿児島讀賣テレビ→フリー）
- 潟永秀一郎 甲南31期[36] - ジャーナリスト（毎日新聞社・毎日新聞出版）
- 迫田太 甲南1期[9] - 毎日新聞社顧問
- 佐藤里佳 甲南[51]36期 - アナウンサー（フジテレビ）
- 志摩れい子 甲南[52] - アナウンサー（南日本放送）、タレント、地方議員
- 鈴木亜希子 甲南50期[53] -アナウンサー（北海道文化放送）
- 鳥越佳那 甲南64期[54] -アナウンサー（静岡第一テレビ）
- 堀田智之 甲南68期[55] - アナウンサー（NHK）
- 森万由子 甲南65期[56] -アナウンサー（南日本放送）
- 安田敬一郎 甲南36期[57] - アナウンサー（山陽放送→WOWOW→フリー）

### 学術・研究（理・工・農・医系）
- 今村明恒 中学造士館〔高中予科1回〕[1] - 地震学者、東京帝国大学教授
- 今村明光 中学造士館〔明治中期〕[10] - 医学者（内科学）、東京女子医学専門学校教授
- 赤﨑勇 二中40回[58][注釈 2] - 工学者（半導体工学、青色発光ダイオードの開発）、ノーベル物理学賞受賞者、日本学士院賞・恩賜賞受賞者、文化功労者、文化勲章受章者、日本学術会議栄誉会員、名古屋大学特別教授・名誉教授、名城大学終身教授・特別栄誉教授
- 赤崎兼義 二中四修[10] - 医学者（病理学）、東北大学名誉教授、愛知県がんセンター研究所名誉所長
- 赤崎正則 二中[59] - 工学者（プラズマ工学）、九州大学名誉教授、福岡工業大学学長
- 荒川規矩男 二中40回[60][注釈 2] - 医学者（内科学、高血圧研究）、福岡大学名誉教授、国際高血圧学会第12代理事長（The 12th President of the International Society of Hypertension）
- 有馬正高 二中40回[61][注釈 2] - 医学者（小児神経学、障害者医学）、国立精神・神経医療研究センター病院名誉院長、東京都立東部療育センター名誉院長、日本重症心身障害学会名誉理事長、日本発達障害学会第4代会長
- 有村章 二中[10] - 医学者・生理学者（神経科学）、テュレーン大学（アメリカ）名誉教授
- 入来重盛 二中[3] - 生物学者（動物学、細胞学）、東京教育大学名誉教授
- 入鹿山且朗 二中16回[28] - 医学者（衛生学、疫学）、熊本大学名誉教授
- 岩崎松之助 二中[3] - 工学者（航空工学）、九州大学名誉教授、熊本工業大学（崇城大学）名誉教授
- 江口篤寿 二中[10] - 健康科学者・医学者（小児保健学、学校保健学、保健社会学）、筑波大学名誉教授
- 岡本巌 二中[3]36回[17] - 地球物理学者（陸水学、琵琶湖研究）、滋賀大学名誉教授
- 小原貞敏 二中11回[8] - 工学者（機械工学）、鹿児島大学名誉教授、鹿児島工業高等専門学校初代校長
- 金久正弘 二中[10] - 工学者（電気工学・電子工学）、神戸大学名誉教授
- 金久卓也 二中四修[10] - 医学者（内科学、心身医学）、鹿児島大学名誉教授
- 久保田尚志 二中20回[25]四修[10] - 化学者（有機化学）、日本学士院賞受賞者、大阪市立大学名誉教授、近畿大学教授
- 櫻井英樹 二中[46] - 化学者（有機ケイ素化学、有機合成化学）、日本学士院賞・恩賜賞受賞者、文化功労者、東北大学名誉教授、日本化学会会長
- 橋村三郎 二中36回[17]四修[10] - 医学者・生理学者（神経生理学、電気生理学）、鹿児島大学名誉教授
- 林宗明 二中[62]38回[17] - 工学者（電気工学）、京都大学名誉教授
- 平野春逸 二中20回[9] - 医学者・生理学者（解剖生理学）、福岡大学名誉教授、クラシック音楽レコード収集家、植物（ツバキ）愛好家
- 福島正人 二中33回[51] - 工学者（建築構造学）、大阪工業大学名誉教授
- 外西寿彦 二中[9]36回[17] - 医師・医学者（産婦人科、周産期医療、母子救急医療）、鹿児島市立病院第5代院長
- 本田睦 二中四修[10] - 工学者（高速空気力学）、東北大学名誉教授
- 操坦道 二中4回[9] - 医学者（内科学、感染症学、ウイルス学）、九州大学名誉教授
- 森周六 二中[27] - 農学者（農業機具研究）、九州大学教授
- 村田洋次郎 二中40回[59][注釈 2] - 物理学者（原子核研究）、東京大学名誉教授
- 荒殿誠 甲南[63]22期 - 化学者（コロイド・界面化学）、九州大学教授
- 石井恵子 甲南25期[64] - 生理学者（感染免疫学）
- 内村智博 甲南[65] - 化学者（応用分析化学）、福井大学教授（2020年度現職）
- 小野慎 甲南[66] - 化学者（生化学、生体機能関連化学）、金沢工業大学教授（2020年度現職）
- 面高俊宏 甲南17期[36] - 天文学者（宇宙電波天文学）、鹿児島大学名誉教授
- 北薗幸一 甲南41期[67] - 工学者（材料工学、宇宙工学）、東京都立大学教授（2020年度現職）
- 塩田邦郎 甲南20期[68] - 農学・生物学者（生化学、獣医学、エピジェネティクス）、東京大学名誉教授
- 田中龍児 甲南25期[36] - 工学者（空間情報工学、土木工学）、第一工業大学教授（2020年度現職）
- 床次眞司 甲南[69] - 保健物理学者、弘前大学教授（2023年現在）
- 船津公人 甲南25期[64] - 化学・工学者（応用化学、ケモインフォマティクス）、東京大学名誉教授
- 前田芳實 甲南14期[36] - 農学者（畜産学）、鹿児島大学第12代学長・名誉教授
- 村野健太郎 甲南16期[36] - 環境学者（酸性雨、大気汚染）、法政大学教授

### 学術・研究（人文学・社会科学・人間科学系）
- 岩元禎 中学造士館〔高中予科1回〕[1] - 哲学者、第一高等学校 (旧制)教授
- 永山時英 中学造士館〔高中予科1回〕[1] - 歴史学者（長崎地域史）、長崎県立長崎図書館初代館長、第七高等学校造士館 (旧制)教授
- 野間真綱 中学造士館〔明治中期〕 - 英語学者、第七高等学校造士館 (旧制)教授、夏目漱石門下生
- 野村伝四 中学造士館〔明治中期〕 - 民俗学・方言学研究者、文筆家、教育者、夏目漱石門下生
- 橋本精次 中学造士館〔明治中期〕[10] - 漢文学者、第七高等学校造士館 (旧制)教授
- 鰺坂二夫 二中19回[15]四修[70] - 教育学者、京都大学名誉教授、甲南女子大学第2代学長
- 棈松源一 二中14回[70] - モンゴル語学・モンゴル文化学者、大阪外国語大学名誉教授
- 面高正俊 二中24回[8] - 歴史学者（西洋史）、鹿児島大学名誉教授
- 竪山利忠 二中17回[13]四修[10] - 社会学者（労働社会学）、拓殖大学教授、創価大学名誉教授
- 田中睦夫 二中22回[15] - 英文学者（近代イギリス文学、サマセット・モーム研究）、和洋女子大学教授
- 中村了昭 二中38回[17] - インド哲学・インド文学者（インド古代・中古の文化・哲学史、『ラーマーヤナ』完訳）、鹿児島国際大学名誉教授
- 橋本郁雄 二中[59] - ドイツ語学者（ドイツ語史、中世ドイツ語）、一橋大学教授、学習院大学名誉教授
- 福島徳壽郎 二中33回[71] - 政治学者、京都大学名誉教授
- 堀豊彦 二中[72] - 政治学者、東京大学名誉教授、台北帝国大学教授、九州帝国大学教授
- 丸野弥高 二中11回[73] - 国文学者、明治大学名誉教授
- 村野守治（村野守次） 二中23回[13] - 歴史学者（明治維新史、鹿児島県郷土史）、鹿児島女子短期大学教授、教育者（高校校長）
- 横山保 二中[10] - 経済学者・統計学者（統計経済学、数理経済学）、大阪大学名誉教授、高岡短期大学初代学長・名誉教授
- 田代裕子 二高女35期[74] - 生活科学者（生活環境学、家庭科教育、食生活論）、宮崎産業経営大学名誉教授
- 有馬晋作 甲南25期[64] - 行政学者（行政論、地方自治論）、宮崎公立大学第8代学長・名誉教授
- 遠藤美奈 甲南34期 - 法学者（憲法、人権保障）、早稲田大学教授（2020年度現職）
- 上村和也 甲南[75] - 比較文学者・英語英文学者、鹿児島大学名誉教授、湘潭大学（中国）名誉教授
- 上村直己 甲南[75] - ドイツ学者（日独文化交流史、日本におけるドイツ学の歴史）、熊本大学名誉教授
- 紙屋敦之 甲南16期[76] - 歴史学者（日本近世史）、早稲田大学名誉教授
- 倉元綾子 甲南24期[77] - 生活科学者（家政学一般、家族生活教育、ジェンダー）、西南学院大学教授（2020年度現職）
- 瀬地山敏 甲南6期[15] - 経済学者（ケインズ経済学現代ケンブリッジ学派）、京都大学名誉教授、鹿児島国際大学第17代学長
- 谷川道子 甲南16期[36] - ドイツ文学者（ドイツ演劇）、東京外国語大学名誉教授
- 津止正敏 甲南[78] - 社会学者・福祉学者（介護福祉学）、立命館大学名誉教授
- 根本道也 甲南[79] - ドイツ語・ドイツ文学者（語彙論、ロマン派文学）、九州大学名誉教授
- 畠中宗一 甲南20期[36] - 社会学者（家族社会学）、大阪市立大学名誉教授
- 濱島敦俊 甲南[80] - 歴史学者（中国近世社会経済史）、大阪大学名誉教授、国立曁南国際大学（台湾）教授
- 原口泉 甲南17期[36] - 歴史学者（日本近世史・近代史）、鹿児島大学名誉教授、志學館大学教授（2020年度現職）、鹿児島県立図書館館長
- 舞田敏彦 甲南46期[81] - 教育学者・社会学者（教育社会学、社会病理学、社会統計学）
- 松田忠大 甲南41期[36] - 法学者（海商法）、鹿児島大学教授（2020年度現職）
- 嶺井正也 甲南17期[82] - 教育学者（教育政策・教育行政）、専修大学名誉教授
- 望月恒子 甲南23期[42] - ロシア文学者（亡命ロシア文学・越境ロシア文学）、北海道大学名誉教授
- 餅原尚子 甲南35期[36] - 心理学者（臨床心理学）、鹿児島純心女子大学教授（2020年度現職）
- 山口定 甲南3期[83] - 政治学者（ヨーロッパ政治史）、大阪市立大学名誉教授、立命館大学名誉教授、日本政治学会第17代理事長
- 山口知三 ※甲南6期2年次転出[84] - ドイツ学者（トーマス・マン研究、現代ドイツ史）、京都大学名誉教授
- 湯之上隆 甲南19期[85] - 歴史学者（日本史）、静岡大学名誉教授

### 文学・評論・文筆
- （有島武郎 ※中学造士館〔明治前期〕聴講[86] - 小説家）
- 大河内昭爾 二中41回[87][注釈 2] - 文芸評論家、日本文学者（近代日本文学）、武蔵野女子大学（武蔵野大学）学長・名誉教授
- 篠原鳳作 二中16回[15] - 俳人
- 夏目漠 二中[3] - 詩人、文筆家
- 西村数（西村一意） 二中22回[8] - 俳人、教育者（高校校長）
- 福島万沙塔 二中33回[51] - 俳人
- 藤田文江 二高女12期[88] - 詩人
- 勝野ふじ子 二高女18期[89] - 小説家
- 相星雅子 甲南7期[36] - 小説家、エッセイスト
- 石倉美智子 甲南35期[36] - 文筆家、現代日本文学研究者、文章表現講師
- 梨木香歩 甲南[90] - 小説家、エッセイスト、日本児童文学者協会新人賞・新美南吉児童文学賞・小学館文学賞・紫式部文学賞・センス・オブ・ジェンダー賞・読売文学賞受賞者
- 原浩一郎 甲南[91] - 小説家
- 宮内勝典 甲南14期[92] - 小説家、エッセイスト、野間文芸新人賞・読売文学賞・芸術選奨文部科学大臣賞・伊藤整文学賞受賞者、大阪芸術大学教授
- 山崎行太郎 甲南16期[93] - 文芸評論家

### 美術・工芸・映像・漫画・ゲーム
- 藤島武二 ※県立鹿児島中学（中学造士館〔明治前期〕母体）在学[94] - 洋画家、帝国美術院・帝国芸術院会員、文化勲章受章者、東京美術学校 (旧制)教授
- 大牟礼南島 中学造士館〔明治前期〕[95] - 洋画家
- 橋口五葉 中学造士館〔明治中期〕[96] - 装幀家、浮世絵研究者、画家
- 山下兼秀 中学造士館〔明治中期〕[95] - 洋画家
- 安達真太郎 二中[95] - 洋画家（日展会員、光風会会員）
- 安藤照 二中8回[15] - 彫刻家、帝国美術院賞受賞者
- 小倉静三 二中[95] - 洋画家（示現会会員）
- 加藤久幹（島津久幹） 二中[3] - 洋画家（光風会会員）
- 坂元盛愛 二中[95] - 洋画家（光風会会員）、鹿児島市立美術館館長
- 谷口午二 二中[95] - 洋画家、鹿児島市立美術館初代館長
- 留岡彬 二中[95] - 洋画家（光風会会員）
- 番匠義彰 二中[3]33回 - 映画監督
- 八島太郎 二中20回[9] - 絵本作家・画家、コールデコット賞佳作(Honor)
- 春田安喜子 二高女25期[95] - 洋画家（二科会会員）
- 有馬裕之 甲南 - 建築家
- 今村哲裕 甲南[46]39期 - ゲームクリエーター
- 伊牟田經正 甲南[95] - 洋画家（日展会員、光風会会員）
- 大嵩禮造 甲南5期[97] - 洋画家（独立美術協会会員）、鹿児島市立美術館館長、鹿児島大学名誉教授
- 尾前喜八郎 甲南8期[98] - 陶芸家
- 甲斐谷忍 甲南37期[99] - 漫画家
- 児浦純大 甲南4期[98] - 洋画家
- 小森園綾子 甲南[3] - 洋画家
- 小山田徹 甲南31期[100] - 美術家（空間デザイン）、京都市立芸術大学教授（2020年度現職）
- 高嶺格 甲南37期[100] - 芸術家、多摩美術大学教授（2020年度現職）、秋田公立美術大学教授
- 田島直樹 甲南[101] - 版画家、筑波大学教授（2020年度現職）
- 西園悟 甲南32期[102] - アニメ・特撮の脚本家
- 藤浩志 甲南30期[100] - 現代美術家、十和田市現代美術館館長、秋田公立美術大学教授（2020年度現職）
- 文田哲雄 甲南6期[9] - 洋画家（二科会会員）、鹿児島市立美術館第12代館長、鹿児島県立短期大学名誉教授

### 芸能・音楽
- 折田泉 二中20回[25] - ヴァイオリニスト、作曲家
- 高田雅夫 二中[3] - 舞踏家（オペラダンサー）
- 有馬万里代 二高女31期[13] - 声楽家（アルト歌手）、鹿児島大学名誉教授
- 有村祐輔 甲南[3] - 指揮者、音楽学者、都留文科大学名誉教授
- 市之瀬洋一 甲南23期[42] - 音楽ディレクター、ヴォーカリスト
- 家弓家正 ※甲南3期中退（二中1年修了新制併設中卒[注釈 3]）[103] - 声優、俳優、ナレーター
- Sammy (歌手) 甲南39期[36] - 歌手、シンガーソングライター
- 椎原邦彦 甲南2期[3] - 俳優、声優
- 下野竜也 甲南39期[36] - 指揮者、芸術選奨文部科学大臣賞受賞者、京都市立芸術大学教授（2020年度現職）
- 下福力 甲南8期[9] - ピアニスト、鹿児島大学名誉教授
- 鶴田睦夫 甲南[46]26期 - 作曲家
- 得田真裕 甲南[104] - 作曲家、編曲家、ギタリスト
- 西田聖志郎 甲南25期[64] - 俳優、プロデューサー、鹿児島弁指導者
- 藤川毅 甲南[46]35期 - 音楽評論家、ジャマイカ音楽研究家
- 恵俊彰 甲南34期[36] - お笑い芸人（ホンジャマカ）・司会者
- 吉嶺史晴 甲南32期[36] - リコーダー奏者
- 和田周 甲南8期[45] - 俳優、劇作家、声優

### スポーツ
- 有村家斉 二中[105]26回 - プロ野球選手（投手/大洋ホエールズ）
- 西郷準 二中[105]28回 - 学生野球選手（立教大学野球部）、西郷隆盛の孫
- 徳三宝 ※二中転出[注釈 4][106] - 柔道家（九段）、講道館師範
- 古川清蔵 二中[107] - プロ野球選手（外野手・捕手/阪急ブレーブス、中日ドラゴンズ（名古屋軍））
- 佐藤重雄 甲南[108] - プロ野球選手（内野手/南海ホークス）
- 宮下純一 甲南53期[9] - 競泳選手（背泳ぎ）、オリンピックメダリスト（競泳男子メドレーリレー：銅メダル）、タレント・スポーツ解説者

### 軍人
- 河野鉎次郎 中学造士館〔高中予科5回〕[1] - 大日本帝国陸軍軍人
- 田中国重 ※中学造士館〔高中予科〕転出（予科1回卒生と同期）[109] - 大日本帝国陸軍軍人
- 入佐俊家 二中14回 - 大日本帝国海軍軍人
- 内野信二 二中 - 大日本帝国海軍軍人（伊号第八潜水艦長）
- 加世田哲彦 二中8回[8] - 大日本帝国海軍軍人
- 千早猛彦 二中 - 大日本帝国海軍軍人
- 橋口寛 二中 - 大日本帝国海軍軍人
- 東愛吉 二中 - 大日本帝国陸軍軍人、陸上自衛隊自衛官
- 肥田真幸 二中29回[9] - 大日本帝国海軍軍人、海上自衛隊自衛官、川崎重工業顧問
- 山本祐二 二中13回[9] - 大日本帝国海軍軍人
- 横山正治 二中30回四修[9] - 大日本帝国海軍軍人

## 教職員
校長
- 椎原国幹 公立鹿児島学校（中学造士館〔明治前期〕母体）校長[9] - 旧薩摩藩士
- 島津珍彦 中学造士館〔明治前期〕館長[9]/高等中学造士館館長[110] - 国会議員（貴族院）
- 岩崎行親 中学造士館〔明治中期〕館長 - 教育者、第七高等学校造士館 (旧制)初代校長
- 新保寅次 二中第4代校長[3] - 教育者
- 古賀毅 二中第6代校長[111] - 教育者、福岡県女子専門学校（現福岡女子大学）校長
- 木下竹次 二高女初代校長[3] - 教育者、教育学者
- 村野守治（村野守次） 甲南第7代校長/二中・甲南日本史教員[9][15] -「出身者」参照

教職員
- 石神兼文 二中・甲南 社会科教員[9] - 法学者（民法、財産法）、鹿児島大学第6代学長・名誉教授
- 伊藤篤太郎 高等中学造士館 植物・動物教授[110] - 植物学者
- 伊藤芳博 ※岐阜県からの交流人事で甲南教員[112] - 詩人
- 大牟礼南島 二中 美術教員[95] - 「出身者」参照
- 岡倉由三郎 高等中学造士館 英語・国語教授[110] - 英学者
- 小野重朗 甲南 生物教員[15] - 民俗学者（当校在職時の論文で柳田賞受賞）
- 面高正俊 二中・甲南教員[113] -「出身者」参照
- 鎌田栄吉 公立鹿児島学校（中学造士館〔明治前期〕母体）教員（教頭）[114] - 慶應義塾塾長、国会議員（貴族院、衆議院）、閣僚（文部大臣）、枢密顧問官
- 川島純幹 高中学造士館教授[115] - 官僚（官選知事）
- 芳即正 二中 歴史教員[9] - 歴史学者（鹿児島県郷土史）、鹿児島純心女子短期大学教授、鹿児島県立図書館館長、尚古集成館館長
- 高坂好 二中教員[116] - 歴史学者（鹿児島県郷土史、兵庫県郷土史）
- 小山田政弘 二中国漢教員[6] - 鹿児島県蒲生町長
- 幣原坦 高等中学造士館 歴史教授[110] - 東洋史学者、教育行政官、東京帝国大学教授、広島高等師範学校教授・校長、台北帝国大学初代総長、枢密顧問官
- 篠原鳳作 二中 英語・公民教員[15] -「出身者」参照
- 新屋敷幸繁 二中教員[3] - 詩人、国文学者、第七高等学校造士館 (旧制)教授、国際大学 (沖縄)名誉教授、沖縄大学学長
- 高見弥市 中学造士館 数学教員/高等中学造士館図書掛[110] - 薩摩藩英国留学生（土佐藩脱藩者）
- 田上高 甲南教員 - レスリング選手（当校教諭時にミュンヘンオリンピック5位）、テニス選手
- 玉名程三 高等中学造士館 物理教授[110] - 東京物理学講習所創立者の一人
- 千頭清臣 高等中学造士館教授[115] - 官僚（官選知事）、国会議員（貴族院）
- 中馬庚 中学造士館〔明治中期〕教授/二中教員（初代教頭）[3] - 教育者、学生野球選手（第一高等学校 (旧制)）、野球指導者・研究者
- 次田潤 二中教員（教頭）[3] - 国文学者、第七高等学校造士館 (旧制)教授、第一高等学校 (旧制)教授、立正大学教授
- 春田安喜子 二高女・甲南 美術教員[98] -「出身者」参照
- 前田元敏 高等中学造士館教授[115] - 英学者
- 松田正久 高等中学造士館教員（教頭）[115] - 司法省検事、国会議員（衆議院議長）、閣僚（司法大臣、大蔵大臣、文部大臣）
- 谷田部梅吉 高等中学造士館 数学・力学教授（教頭）[110] - 東京物理学講習所第2代所長、東京大学 (旧制)図書館第3代館長、初代マニラ領事
- 山田新一郎 高等中学造士館 法学通論・政治地理・英語教授[110] - 官僚（官選知事）、神職
- 山崎隆義 二高女 地歴教員[3] - 官僚、吹田市長
- 山口重知 二中教員[117] - 教育者、東京市王子区・淀橋区長
- 横地石太郎 高等中学造士館教授[115] - 物理化学者、教育者、考古学者
- 和田勁 二中教員[118] - 満州国軍陸軍中将
- リロイ・ランシング・ジェーンズ 中学造士館〔明治中期〕英語教員[119] - 熊本洋学校設立者

## 備考
旧制学校卒業回卒業年対照表
| 卒業年             | 二中 | （旧制中学校）                      | 二高女                                | （高等女学校）                        |
| ------------------ | ---- | ----------------------------------- | ------------------------------------- | ------------------------------------- |
| 1908年（明治41年） | 1回  | 5年制                               |                                       |                                       |
| 1909年（明治42年） | 2回  | 5年制                               |                                       |                                       |
| 1910年（明治43年） | 3回  | 5年制                               |                                       |                                       |
| 1911年（明治44年） | 4回  | 5年制                               |                                       |                                       |
| 1912年（明治45年） | 5回  | 5年制                               |                                       |                                       |
| 1913年（大正2年）  | 6回  | 5年制                               |                                       |                                       |
| 1914年（大正3年）  | 7回  | 5年制                               | 1期                                   | 4年制                                 |
| 1915年（大正4年）  | 8回  | 5年制                               | 2期                                   | 4年制                                 |
| 1916年（大正5年）  | 9回  | 5年制                               | 3期                                   | 4年制                                 |
| 1917年（大正6年）  | 10回 | 5年制                               | 4期                                   | 4年制                                 |
| 1918年（大正7年）  | 11回 | 5年制                               | 5期                                   | 4年制                                 |
| 1919年（大正8年）  | 12回 | 5年制                               | 6期                                   | 4年制                                 |
| 1920年（大正9年）  | 13回 | 5年制                               | 7期                                   | 4年制                                 |
| 1921年（大正10年） | 14回 | 5年制                               | 8期                                   | 4年制                                 |
| 1922年（大正11年） | 15回 | 5年制                               | 9期                                   | 4年制                                 |
| 1923年（大正12年） | 16回 | 5年制                               | 10期                                  | 4年制                                 |
| 1924年（大正13年） | 17回 | 5年制                               | 11期                                  | 4年制                                 |
| 1925年（大正14年） | 18回 | 5年制                               | 12期                                  | 4年制                                 |
| 1926年（大正15年） | 19回 | 5年制                               | 13期                                  | 4年制                                 |
| 1927年（昭和2年）  | 20回 | 5年制                               | ※4年制から5年制に変更のため卒業生なし | ※4年制から5年制に変更のため卒業生なし |
| 1928年（昭和3年）  | 21回 | 5年制                               | 14期                                  | 5年制                                 |
| 1929年（昭和4年）  | 22回 | 5年制                               | 15期                                  | 5年制                                 |
| 1930年（昭和5年）  | 23回 | 5年制                               | 16期                                  | 5年制                                 |
| 1931年（昭和6年）  | 24回 | 5年制                               | 17期                                  | 5年制                                 |
| 1932年（昭和7年）  | 25回 | 5年制                               | 18期                                  | 5年制                                 |
| 1933年（昭和8年）  | 26回 | 5年制                               | 19期                                  | 5年制                                 |
| 1934年（昭和9年）  | 27回 | 5年制                               | 20期                                  | 5年制                                 |
| 1935年（昭和10年） | 28回 | 5年制                               | 21期                                  | 5年制                                 |
| 1936年（昭和11年） | 29回 | 5年制                               | 22期                                  | 5年制                                 |
| 1937年（昭和12年） | 30回 | 5年制                               | 23期                                  | 5年制                                 |
| 1938年（昭和13年） | 31回 | 5年制                               | 24期                                  | 5年制                                 |
| 1939年（昭和14年） | 32回 | 5年制                               | 25期                                  | 5年制                                 |
| 1940年（昭和15年） | 33回 | 5年制                               | 26期                                  | 5年制                                 |
| 1941年（昭和16年） | 34回 | 5年制                               | 27期                                  | 5年制                                 |
| 1942年（昭和17年） | 35回 | 5年制                               | 28期                                  | 5年制                                 |
| 1943年（昭和18年） | 36回 | 5年制                               | 29期                                  | 5年制                                 |
| 1944年（昭和19年） | 37回 | 5年制                               | 30期                                  | 5年制                                 |
| 1945年（昭和20年） | 38回 | 5年卒業                             | 31期                                  | 5年卒業                               |
| 1945年（昭和20年） | 39回 | 全員4年卒業                         | 32期                                  | 全員4年卒業                           |
| 1946年（昭和21年） | 40回 | ※同学年 40回：4年卒業 41回：5年卒業 | 33期                                  | ※同学年 33期：4年卒業 34期：5年卒業   |
| 1947年（昭和22年） | 41回 | ※同学年 40回：4年卒業 41回：5年卒業 | 34期                                  | ※同学年 33期：4年卒業 34期：5年卒業   |
| 1948年（昭和23年） | 42回 | 5年卒業 →新制高校第3学年へ          | 35期                                  | 5年卒業 →新制高校第3学年へ            |
| 1949年（昭和24年） | 43回 | 5年卒業 →新制高校第3学年へ          | 36期                                  | 5年卒業 →新制高校第3学年へ            |

- 1906年（明治39年）に鹿児島県立鹿児島中学校分校3年生が鹿児島県立第二鹿児島中学校4年生となり、1908年の1回卒
- 旧制中学校・高等女学校は5年制でも、1年早く上級学校に進学する四年修了制度（四修）があるため、参考文献により記載された旧制学校を出た年と回が表と異なる人物もいる。
- 旧制二中42回5年卒業生は、新制鹿児島県鹿児島高等学校第四部第3学年進学者を含む。
- 旧制二高女35期5年卒業生は、新制鹿児島県鹿児島高等学校第二部第3学年進学者を含む。
- 旧制二中43回5年卒業生と旧制二高女36期5年卒業生は、新制鹿児島県甲南高等学校第3学年進学者（1950年（昭和25年）甲南1期卒業生）を含む。